# Todos pela Educação
Todos pela Educação (TPE) é uma organização não governamental, sem fins lucrativos e sem ligação com partidos políticos, financiada por alguns dos principais grupos empresariais do Brasil, com o objetivo de defender o acesso a educação básica de qualidade para todos os cidadãos. Fundado em 2006, o movimento foi lançado com a apresentação da carta Compromisso Todos Pela Educação Brasileira, com prazo para 2022 – alusão aos 200 anos de Independência do Brasil.

## História
O TPE foi criado em 2005, por um grupo de líderes empresariais no momento em que a valorização da educação escolar começou a se tornar uma importante referência de formação e valores sociais das futuras gerações de trabalhadores brasileiros.
Em setembro de 2006, o movimento lançou oficialmente o projeto Compromisso Todos Pela Educação, elaborado para impulsionar as ações do organismo. O projeto foi lançado no congresso intitulado “Ações de Responsabilidade Social em Educação: Melhores Práticas na América Latina”, realizado no Museu do Ipiranga, São Paulo. No evento, foram anunciadas cinco metas para a educação, com o objetivo de acompanhar a evolução dos indicadores educacionais em cinco temas:
1. Toda criança e jovem de 4 a 17 anos estará na escola;
2. Até 2010, 80% e, até 2022, 100% das crianças de 8 anos de idade estarão plenamente alfabetizadas;
3. Todo aluno aprenderá o que é apropriado para a sua série;
4. Todo aluno concluirá o Ensino Fundamental até os 16 anos de idade e o Ensino Médio até os 19 anos;
5. O investimento em educação deve ser garantido e gerido de forma eficiente e ética.
6. Tendo essas metas como diretrizes, o movimento consegue divulgar e monitorar a situação da educação no país.[7]

A carta compromisso foi a base do Plano de Desenvolvimento da Educação (PDE) para avaliar, investir e incentivar o desenvolvimento da educação no Brasil. Seu maior indicador é o Índice de Desenvolvimento da Educação Básica (Ideb), principal referência no acompanhamento do avanço da qualidade da educação básica brasileira. O PDE criou o programa Plano de Metas Compromisso Todos pela Educação, instituído pelo Decreto nº. 6.094, que destaca a colaboração das três instâncias do governo com o objetivo de melhorar os indicadores educacionais seguindo as 28 diretrizes estabelecidas.
Em 2010, o Todos Pela Educação criou cinco bandeiras, identificadas como políticas-chave para o atingimento das cinco metas:
1. Formação e carreira do professor;
2. Definição das expectativas de aprendizagem;
3. Uso relevante das avaliações externas na gestão educacional;
4. Aperfeiçoamento da gestão e da governança da Educação; e
5. Ampliação da exposição dos alunos à aprendizagem.

Em 2013, enquanto o Plano Nacional de Educação (PNE, 2014-2024) tramitava no Congresso Nacional – aprovado no ano seguinte, com participação do Todos na construção e debate das 20 metas do Plano –, o Todos Pela Educação coordenou a criação do Observatório do PNE: um portal de monitoramento constante dos resultados do Plano. O Observatório foi um dos precursores entre as plataformas de monitoramento e análise de dados da educação.
Em fevereiro de 2014, teve seu estatuto reformado para se qualificar como Organização da Sociedade Civil de Interesse Público (Oscip), além de especificar as cinco atitudes que visam incentivar o engajamento da população para ajudar a melhorar a educação no Brasil. A partir da iniciativa, foi elaborado um material para estimular o diálogo entre crianças, jovens e seus familiares ou responsáveis.
Os primeiros dez anos de atuação do Todos Pela Educação, completados em 2016, foram celebrados com um ato no Congresso Nacional pela Educação Pública de qualidade, com a participação de alunos, professores, parlamentares, gestores públicos e organizações. No ato foi lido um manifesto em defesa da educação.
Dois anos depois, em 2018, o Todos Pela Educação lançou sua plataforma de advocacy, o Educação Já!, uma ação suprapartidária reunindo especialistas, movimentos e instituições, com recomendações de políticas públicas urgentes a serem implementadas pelo poder público para dar um salto de qualidade na educação. Lançada num ano em que eleitores brasileiros foram às urnas escolher o novo presidente da República, a iniciativa promoveu, em parceria com o jornal Folha de S.Paulo, uma série de debates com os presidenciáveis Ciro Gomes, Fernando Haddad, Marina Silva e Geraldo Alckmin.
Em 2020, na eleição seguinte, que elegeu novos prefeitos pelo Brasil, o Todos Pela Educação lançou outra iniciativa inédita, o Educação Já Municípios. criado para apoiar os municípios no planejamento do ensino e na qualificação do debate sobre educação básica local, inclui uma plataforma online com dados educacionais de todas as cidades brasileiras. Um relatório trouxe diagnósticos e recomendações para candidatos enfrentarem os desafios da futura gestão, com uma agenda para o período 2021-2024, no contexto dos efeitos provocados pela pandemia da Covid-19.
A iniciativa incluiu ainda o lançamento, em 2021, de dois projetos: o Compromisso Com a Educação, com o objetivo de incentivar municípios a priorizarem uma agenda de desenvolvimento educacional a partir das propostas elencadas no documento Educação Já Municípios (com quase 1.400 municípios inscritos num curso online); e a produção de uma websérie, com seis episódios nos quais especialistas discutem os desafios do ensino no contexto da pandemia da Covid-19 e apontam possibilidades de avanço educacional.
O Todos Pela Educação participou ativamente das discussões, no Congresso Nacional, do Novo Fundeb, após anos de debates. O modelo aprovado foi considerado mais justo, ao distribuir mais recursos para quem mais precisa, e teve a contribuição direta da produção de dados e recomendações, além da movimentação do Todos Pela Educação e outras organizações da sociedade civil.
Em 2021, diante do longo tempo de fechamento das escolas públicas no Brasil, em decorrência da pandemia da Covid-19, o Todos Pela Educação debateu os efeitos sobre o ensino e promoveu articulação entre governadores, secretários de Educação, secretários de Saúde, gestores públicos e organizações, em defesa da retomada das aulas presenciais.

## Atuação
A atuação do Todos pela Educação é fundamentada em três principais eixos que definem a frente de trabalho do movimento. Os pilares da atuação do Todos são: produção de conhecimento, monitoramento público, educação na pauta da sociedade e mobilização de atores-chave. Esses pilares são desenvolvidos pela área técnica que monitora e analisa os indicadores educacionais oficiais, a área de comunicação e mobilização com o objetivo de inserir o tema da Educação Básica na mídia e a área de articulação e relações institucionais que visa o incentivo ao debate e a mobilização do governo, organizações civis e iniciativa privada na busca por uma educação de qualidade.

## Estrutura e Organização
O Todos Pela Educação conta com cerca de 200 representantes, entre fundadores, mantenedores e instituições. A equipe executiva do Todos tem a prerrogativa, definida pelo estatuto, de conduzir com independência o dia a dia dos trabalhos e definir as posições técnicas do movimento. O Conselho tem a atribuição de aprovar o plano estratégico e acompanhar a sua implementação e os seus resultados. Já os associados são pessoas que dedicaram esforços para apoiar a conquista dos objetivos do Todos para a Educação Básica Pública com equidade e qualidade.

## Organizações Associadas
O Todos pela Educação conta com 32 organizações associadas divididas entre mantenedores e parceiros. São elas:

### Mantenedores
- B3 Social
- Associação Crescer Sempre
- Família Kishimoto
- Fundação Bradesco
- Fundação Grupo Volkswagen
- Fundação Itaú Social
- Fundação Lemann
- Fundação Lucia & Pelerson Penido (Flupp)
- Fundação Maria Lucia Souto Vidigal
- Fundação Maria Emilia
- ProFuturo - Fundação Telefônica Vivo
- Fundação Vale
- Gol
- iFood
- Instituto MRV
- Instituto Natura
- Instituto Peninsula
- Instituto UNIBANCO
- Itaú Educação e Trabalho
- Movimento Bem Maior
- Milú Villela
- Prisma Capital
- Scheffer

### Apoiadores
- Adega Alentejana
- Alvaro de Souza
- Arredondar
- Burger King
- Cássio Casseb
- Daniel Goldberg
- Eduardo Vassimon
- Fundação Educar DPaschoal
- Fundação Roberto Marinho
- Instituto ACP
- Instituto CSHG
- Instituto Cyrela
- Instituto Votorantim
- Orizon
- Jair Ribeiro
- Editora Moderna
- PATRI
- Persio Arida
- Reynaldo Figueiredo
- Shoulder
- Suzano